# Fernand Pelloutier

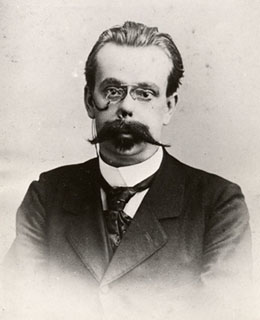
Fernand Pelloutier, cerca de 1890.

Fernand Pelloutier (Paris, 1 de outubro de 1867  - Sèvres, 13 de março de 1901) foi um sindicalista revolucionário francês. Foi líder das Bourses du Travail, importante união sindical francesa, desde 1895 até a sua morte em 1901. Em 1902, as Bourses du Travail integraram-se à Confédération Générale du Travail.
Fora da França, as ideias de Pelloutier foram importantes para o desenvolvimento do sindicalismo revolucionário, em especial na Argentina e na Itália. Pelloutier foi a principal influência de Georges Sorel. Faleceu em março de 1901, devido à sua tuberculose.